# Myrinia
Myrinia is een geslacht van vlinders van de familie dikkopjes (Hesperiidae), uit de onderfamilie Pyrginae.

## Soorten
- M. binoculus (Möschler, 1876)
- M. catua Mielke, 1968
- M. laddeyi (Bell, 1942)
- M. myris (Mabille, 1897)
- M. raymundo Freeman, 1979
- M. santa Evans, 1953